# Alexander R. Bolling
Pour les articles homonymes, voir Bolling.
Alexander Russell Bolling, né à Philadelphie le 28 août 1895 et mort à Satellite Beach en Floride le 4 juin 1964, est un général américain de la Seconde Guerre mondiale.

## Les débuts de sa carrière
Il étudie entre 1915 et 1916 à l'Académie navale d'Annapolis et est envoyé en France en 1917 lors de la Première Guerre mondiale. Il est commandant de compagnie dans le 4e régiment d'infanterie incorporé dans la 3e division d'infanterie, compagnie avec laquelle il est engagé à la bataille de l'Aisne dès le 14 juin 1918.

## La Seconde Guerre mondiale
Le 15 octobre 1942, lorsque la 84e division d'infanterie est reconstituée, il en devient le commandant. La division arrive en Grande-Bretagne le 1er octobre 1944, débarque en France du 1er au 4 novembre 1944 à Omaha Beach et est déployée dans la région de Gulpen aux Pays-Bas du 5 au 12 novembre.
Le 18 novembre la division est engagée dans l'attaque sur Geilenkirchen dans l'opération Clipper, au nord d'Aix-la-Chapelle. La 84e prend Geilenkirchen le 19 novembre et Beeck, et Lindern le 29 novembre.
Après un bref repos, la division retourne sur le front de Geilenkirchen et combat le 18 décembre 1944 à Würm avant de rejoindre la Belgique pour endiguer l'offensive allemande des Ardennes. La 84e DIUS retient les forces allemandes puis contre-attaque du 24 au 28 décembre, reprenant Verdenne, puis Beffe et Devantave du 4 au 6 janvier 1945 et enfin La Roche-en-Ardenne le 11 janvier. Le 22 janvier Gouvy et Beho sont libérées.
Le 7 février, la division combat dans la zone de la rivière Roer, entre Linnich et Himmerich. Le 23 février 1945, la division attaque et prend Boisheim et Dülken le 1er mars, puis franchit la Niers le 2 mars, prend Krefeld le 3 mars, et atteint le Rhin le 5 mars. Durant le mois de mars la 84e occupe les positions le long de la rive ouest du fleuve.
Le 1er avril, la 84e division traverse le Rhin et fonce avec la 5e division blindée sur Lembeck et Bielefeld, en traverse la rivière Weser et capture Hanovre le 10 avril. Le 13 avril, la division atteint l'Elbe et arrête sa progression, après que les patrouilles ont pris contact avec les Russes à Balow, le 2 mai 1945.
La division reste en poste d'occupation en Allemagne jusqu'en janvier 1946, date à laquelle elle est démobilisée.

## Après Guerre
Alexander Russell Bolling est récipiendaire de plusieurs décorations, dont le Distinguished Service Cross et le Distinguished Service Medal.
Il est enterré au Cimetière national d'Arlington.